# Giải bóng đá Các đội mạnh Toàn quốc 1996
Giải bóng đá Các đội mạnh Toàn quốc 1996 là mùa giải thứ 14 của Giải bóng đá Vô địch Quốc gia và là mùa giải thứ 6 dưới tên gọi Giải bóng đá Các đội mạnh Toàn quốc. Giải khởi tranh từ ngày 10 tháng 3 và kết thúc vào ngày 6 tháng 10 năm 1996 với sự tham gia của 12 đội bóng.  Đây là lần đầu tiên thang điểm mới được áp dụng trong giải (thắng 3, hòa 1, thua 0), cùng với đó 8 đội đứng đầu giành quyền tham dự Cúp Dunhill. Đội vô địch mùa giải này sẽ đoạt giải thưởng 120 triệu đồng. 
Đồng Tháp đã giành được chức vô địch lần thứ hai sau khi đánh bại đương kim vô địch Công an Thành phố Hồ Chí Minh với tỷ số 3–1 trong trận chung kết tại sân vận động Cao Lãnh, đồng thời giành quyền tham dự Cúp C1 châu Á 1997–98.

## Các đội bóng
| Câu lạc bộ                    | Địa điểm                       | Sân vận động | Sức chứa |
| ----------------------------- | ------------------------------ | ------------ | -------- |
| An Giang                      | Long Xuyên, An Giang           | Long Xuyên   |          |
| Cảng Sài Gòn                  | Quận 10, Thành phố Hồ Chí Minh | Thống Nhất   |          |
| Cần Thơ                       | Ninh Kiều, Cần Thơ             | Cần Thơ      |          |
| Câu lạc bộ Quân đội           | Ba Đình, Hà Nội                | Cột Cờ       |          |
| Công an Hà Nội                | Đống Đa, Hà Nội                | Hà Nội       |          |
| Công an Thành phố Hồ Chí Minh | Quận 10, Thành phố Hồ Chí Minh | Thống Nhất   |          |
| Đồng Tháp                     | Cao Lãnh, Đồng Tháp            | Cao Lãnh     |          |
| Hải Quan                      | Quận 10, Thành phố Hồ Chí Minh | Thống Nhất   |          |
| Khánh Hoà                     | Nha Trang, Khánh Hòa           | Nha Trang    |          |
| Lâm Đồng                      | Đà Lạt, Lâm Đồng               | Đà Lạt       |          |
| Sông Lam Nghệ An              | Vinh, Nghệ An                  | VInh         |          |
| Thừa Thiên Huế                | Huế, Thừa Thiên Huế            | Tự Do        |          |

## Thể thức thi đấu
Giải đấu chia làm hai giai đoạn:
- Giai đoạn 1: 12 đội bóng thi đấu vòng tròn hai lượt trên sân nhà và sân khách để chọn 6 đội đứng đầu lọt vào vòng chung kết và 2 đội xếp cuối bảng xuống hạng A1.
- Giai đoạn 2: 6 đội bóng được chia vào 2 bảng thi đấu vòng tròn 2 lượt, chọn 2 đội xếp đầu mỗi bảng vào trận chung kết và 2 đội xếp nhì bảng tranh giải ba.

## Vòng bảng

### Lịch thi đấu và kết quả
| Lượt đi | Lượt đi       | Lượt đi | Trận                          | Trận | Trận                   | Lượt về | Lượt về             | Lượt về |
| ------- | ------------- | ------- | ----------------------------- | ---- | ---------------------- | ------- | ------------------- | ------- |
| Vòng    | Ngày          | Tỷ số   | Đội                           |      | Đội                    | Tỷ số   | Ngày                | Vòng    |
| Vòng 1  | 10 tháng 3    | 5-0     | Công an Hà Nội                | -    | CLB Quân đội           | 0-0     | 1 tháng 5 2 tháng 5 | Vòng 12 |
| Vòng 1  | 10 tháng 3    | 2-1     | Sông Lam Nghệ An              | -    | Cần Thơ                | 0-1     | 1 tháng 5 2 tháng 5 | Vòng 12 |
| Vòng 1  | 10 tháng 3    | 0-1     | Thừa Thiên Huế                | -    | Đồng Tháp              | 0-1     | 1 tháng 5 2 tháng 5 | Vòng 12 |
| Vòng 1  | 10 tháng 3    | 3-0     | Lâm Đồng                      | -    | An Giang               |         | 1 tháng 5 2 tháng 5 | Vòng 12 |
| Vòng 1  | 10 tháng 3    | 1-2     | Khánh Hoà                     | -    | Cảng Sài Gòn           | 2-0     | 1 tháng 5 2 tháng 5 | Vòng 12 |
| Vòng 1  | 10 tháng 3    | 4-0     | Công an TP.Hồ Chí Minh        | -    | Hải Quan               | 2-1     | 1 tháng 5 2 tháng 5 | Vòng 12 |
| Vòng 2  |               | 1-0     | Công an Hà Nội                | -    | Sông Lam Nghệ An       | 0-1     | 5 tháng 5           | Vòng 13 |
| Vòng 2  |               | 3-1     | Hải Quan                      | -    | An Giang               | 0-1     | 5 tháng 5           | Vòng 13 |
| Vòng 2  |               | 1-1     | Thừa Thiên Huế                | -    | CLB Quân đội           | 1-1     | 5 tháng 5           | Vòng 13 |
| Vòng 2  |               | 1-0     | Lâm Đồng                      | -    | Cần Thơ                | 2-0     | 5 tháng 5           | Vòng 13 |
| Vòng 2  |               | 0-0     | Khánh Hoà                     | -    | Đồng Tháp              | 1-1     | 5 tháng 5           | Vòng 13 |
| Vòng 2  |               | 2-1     | Công an TP.Hồ Chí Minh        | -    | Cảng Sài Gòn           | 0-0     | 5 tháng 5           | Vòng 13 |
| Vòng 3  |               | 2-0     | Sông Lam Nghệ An              | -    | CLB Quân đội           | 1-2     | 15 tháng 5          | Vòng 14 |
| Vòng 3  |               | 2-1     | Cảng Sài Gòn                  | -    | Hải Quan               | 1-2     | 15 tháng 5          | Vòng 14 |
| Vòng 3  |               | 0-0     | Công an Hà Nội                | -    | Công an TP.Hồ Chí Minh | 1-2     | 16 tháng 5          | Vòng 14 |
| Vòng 3  |               | 3-0     | An Giang                      | -    | Khánh Hoà              | 0-1     | 16 tháng 5          | Vòng 14 |
| Vòng 3  |               | 3-1     | Đồng Tháp                     | -    | Lâm Đồng               | 1-2     |                     | Vòng 14 |
| Vòng 3  |               | 1-1     | Cần Thơ                       | -    | Thừa Thiên Huế         | 0-0     |                     | Vòng 14 |
| Vòng 4  | 21-24 tháng 3 | 1-0     | Sông Lam Nghệ An              | -    | Hải Quan               | 3-1     | 18 tháng 5          | Vòng 15 |
| Vòng 4  | 21-24 tháng 3 | 1-0     | CLB Quân đội                  | -    | Công an TP.Hồ Chí Minh | 1-1     | 19 tháng 5          | Vòng 15 |
| Vòng 4  | 21-24 tháng 3 | 0-1     | An Giang                      | -    | Đồng Tháp              | 0-2     | 20 tháng 5          | Vòng 15 |
| Vòng 4  | 21-24 tháng 3 | 1-1     | Lâm Đồng                      | -    | Công an Hà Nội         | 0-3     | 20 tháng 5          | Vòng 15 |
| Vòng 4  | 21-24 tháng 3 | 1-0     | Khánh Hoà                     | -    | Thừa Thiên Huế         | 1-2     | 21 tháng 5          | Vòng 15 |
| Vòng 4  | 21-24 tháng 3 | 2-0     | Cảng Sài Gòn                  | -    | Cần Thơ                | 0-0     | 21 tháng 5          | Vòng 15 |
| Vòng 5  |               | 1-0     | Lâm Đồng                      | -    | Sông Lam Nghệ An       | 3-4     | 26 tháng 5          | Vòng 16 |
| Vòng 5  |               | 2-1     | An Giang                      | -    | Cảng Sài Gòn           | 1-2     | 26 tháng 5          | Vòng 16 |
| Vòng 5  |               | 3-2     | Hải Quan                      | -    | Cần Thơ                | 0-0     | 26 tháng 5          | Vòng 16 |
| Vòng 5  |               | 0-0     | CLB Quân đội                  | -    | Khánh Hoà              | 0-1     | 26 tháng 5          | Vòng 16 |
| Vòng 5  |               | 1-0     | Công an TP.Hồ Chí Minh        | -    | Đồng Tháp              | 2-3     | 26 tháng 5          | Vòng 16 |
| Vòng 5  |               | 1-1     | Thừa Thiên Huế                | -    | Công an Hà Nội         | 3-2     | 26 tháng 5          | Vòng 16 |
| Vòng 6  |               | 0-0     | CLB Quân đội                  | -    | Cần Thơ                | 2-2     |                     | Vòng 17 |
| Vòng 6  |               | 1-0     | Đồng Tháp                     | -    | Sông Lam Nghệ An       | 0-2     |                     | Vòng 17 |
| Vòng 6  | 31 tháng 3    | 2-1     | Hải Quan                      | -    | Công an Hà Nội         | 2-3     |                     | Vòng 17 |
| Vòng 6  |               | 2-0     | Lâm Đồng                      | -    | Cảng Sài Gòn           | 0-0     |                     | Vòng 17 |
| Vòng 6  | 1 tháng 4     | 6-0     | Công an TP.Hồ Chí Minh        | -    | Khánh Hoà              | 0-1     |                     | Vòng 17 |
| Vòng 6  | 1 tháng 4     | 2-0     | An Giang                      | -    | Thừa Thiên Huế         | 1-1     |                     | Vòng 17 |
| Vòng 7  |               | 1-0     | Cảng Sài Gòn                  | -    | Công an Hà Nội         | 0-1     |                     | Vòng 18 |
| Vòng 7  |               | 1-0     | Cần Thơ                       | -    | Khánh Hoà              | 0-1     |                     | Vòng 18 |
| Vòng 7  |               | 1-0     | CLB Quân đội                  | -    | Lâm Đồng               | 0-0     |                     | Vòng 18 |
| Vòng 7  |               | 3-0     | Đồng Tháp                     | -    | Hải Quan               | 1-2     |                     | Vòng 18 |
| Vòng 7  |               | 1-0     | An Giang                      | -    | Công an TP.Hồ Chí Minh | 1-6     | 9 tháng 6           | Vòng 18 |
| Vòng 7  |               | 1-0     | Sông Lam Nghệ An              | -    | Thừa Thiên Huế         | 2-3     |                     | Vòng 18 |
| Vòng 8  |               | 2-0     | Công an Hà Nội                | -    | Đồng Tháp              | 1-3     |                     | Vòng 19 |
| Vòng 8  |               | 3-0     | Cảng Sài Gòn                  | -    | CLB Quân đội           | 1-1     |                     | Vòng 19 |
| Vòng 8  |               | 0-0     | Lâm Đồng                      | -    | Khánh Hoà              | 0-2     |                     | Vòng 19 |
| Vòng 8  |               | 1-1     | Cần Thơ                       | -    | An Giang               | 1-1     |                     | Vòng 19 |
| Vòng 8  |               | 1-0     | Hải Quan                      | -    | Thừa Thiên Huế         | 1-1     |                     | Vòng 19 |
| Vòng 8  | 18 tháng 4    | 1-0     | Sông Lam Nghệ An              | -    | Công an TP.Hồ Chí Minh | 2-4     |                     | Vòng 19 |
| Vòng 9  | 21 tháng 4    | 1-0     | Công an Hà Nội                | -    | Cần Thơ                | 3-3     | 16 tháng 6          | Vòng 20 |
| Vòng 9  | 21 tháng 4    | 1-0     | Đồng Tháp                     | -    | CLB Quân đội           | 0-2     | 16 tháng 6          | Vòng 20 |
| Vòng 9  | 21 tháng 4    | 2-1     | Sông Lam Nghệ An              | -    | An Giang               | 1-2     | 16 tháng 6          | Vòng 20 |
| Vòng 9  | 21 tháng 4    | 1-0     | Cảng Sài Gòn                  | -    | Thừa Thiên Huế         | 0-0     | 16 tháng 6          | Vòng 20 |
| Vòng 9  | 21 tháng 4    | 2-0     | Công an TP.Hồ Chí Minh        | -    | Lâm Đồng               | 3-4     | 16 tháng 6          | Vòng 20 |
| Vòng 9  | 21 tháng 4    | 0-1     | Khánh Hoà                     | -    | Hải Quan               | 1-1     | 16 tháng 6          | Vòng 20 |
| Vòng 10 | 24 tháng 4    | 2-1     | Hải Quan                      | -    | CLB Quân đội           | 1-2     |                     | Vòng 21 |
| Vòng 10 | 24 tháng 4    | 0-0     | Công an Hà Nội                | -    | An Giang               | 0-1     |                     | Vòng 21 |
| Vòng 10 | 24 tháng 4    | 1-0     | Đồng Tháp                     | -    | Cảng Sài Gòn           | 1-2     |                     | Vòng 21 |
| Vòng 10 | 25 tháng 4    | 3-2     | Công an Thành phố Hồ Chí Minh | -    | Cần Thơ                | 1-1     |                     | Vòng 21 |
| Vòng 10 |               | 1-1     | Khánh Hoà                     | -    | Sông Lam Nghệ An       | 3-3     |                     | Vòng 21 |
| Vòng 10 |               | 2-4     | Thừa Thiên Huế                | -    | Lâm Đồng               | 0-1     |                     | Vòng 21 |
| Vòng 11 | 28 tháng 4    | 0-0     | Công an Hà Nội                | -    | Khánh Hoà              | 1-3     | 25 tháng 6          | Vòng 22 |
| Vòng 11 | 28 tháng 4    | 3-2     | Hải Quan                      | -    | Lâm Đồng               | 0-2     | 25 tháng 6          | Vòng 22 |
| Vòng 11 | 28 tháng 4    | 0-0     | Thừa Thiên Huế                | -    | Công an TP.Hồ Chí Minh | 4-9     | 25 tháng 6          | Vòng 22 |
| Vòng 11 | 28 tháng 4    | 0-2     | Cảng Sài Gòn                  | -    | Sông Lam Nghệ An       | 0-0     | 25 tháng 6          | Vòng 22 |
| Vòng 11 | 28 tháng 4    | 4-1     | An Giang                      | -    | CLB Quân đội           | 3-2     | 25 tháng 6          | Vòng 22 |
| Vòng 11 | 28 tháng 4    | 1-1     | Đồng Tháp                     | -    | Cần Thơ                | 2-2     | 25 tháng 6          | Vòng 22 |

### Bảng xếp hạng
| VT | Đội                    | ST | T  | H  | B  | BT | BB | HS  | Đ  | Giành quyền tham dự hoặc xuống hạng |
| -- | ---------------------- | -- | -- | -- | -- | -- | -- | --- | -- | ----------------------------------- |
| 1  | Công an TP.Hồ Chí Minh | 22 | 11 | 5  | 6  | 48 | 25 | +23 | 38 | Vòng chung kết và Cúp Dunhill 1996  |
| 2  | Đồng Tháp              | 22 | 11 | 4  | 7  | 27 | 21 | +6  | 37 | Vòng chung kết và Cúp Dunhill 1996  |
| 3  | Sông Lam Nghệ An       | 22 | 11 | 3  | 8  | 31 | 25 | +6  | 36 | Vòng chung kết và Cúp Dunhill 1996  |
| 4  | Lâm Đồng               | 22 | 10 | 4  | 8  | 31 | 29 | +2  | 34 | Vòng chung kết và Cúp Dunhill 1996  |
| 5  | An Giang               | 22 | 10 | 4  | 8  | 29 | 29 | 0   | 34 | Vòng chung kết và Cúp Dunhill 1996  |
| 6  | Khánh Hòa              | 22 | 8  | 8  | 6  | 20 | 22 | −2  | 32 | Vòng chung kết và Cúp Dunhill 1996  |
| 7  | Hải Quan               | 22 | 9  | 3  | 10 | 27 | 34 | −7  | 30 | Cúp Dunhill 1996                    |
| 8  | Cảng Sài Gòn           | 22 | 8  | 6  | 8  | 19 | 19 | 0   | 30 | Cúp Dunhill 1996                    |
| 9  | Công an Hà Nội         | 22 | 7  | 6  | 9  | 27 | 25 | +2  | 27 |                                     |
| 10 | Câu lạc bộ Quân đội    | 22 | 6  | 8  | 8  | 21 | 30 | −9  | 26 |                                     |
| 11 | Thừa Thiên Huế         | 22 | 3  | 9  | 10 | 20 | 33 | −13 | 18 | Xuống hạng Nhì 1997                 |
| 12 | Cần Thơ                | 22 | 2  | 12 | 8  | 19 | 27 | −8  | 18 | Xuống hạng Nhì 1997                 |

## Vòng chung kết

### Bảng A
Các trận đấu diễn ra tại sân vận động Nha Trang, tỉnh Khánh Hòa.

| VT | Đội                           | ST | T | H | B | BT | BB | HS | Đ | Giành quyền tham dự |
| -- | ----------------------------- | -- | - | - | - | -- | -- | -- | - | ------------------- |
| 1  | Công an Thành phố Hồ Chí Minh | 4  | 3 | 0 | 1 | 11 | 7  | +4 | 9 | Trận chung kết      |
| 2  | Sông Lam Nghệ An              | 4  | 2 | 1 | 1 | 7  | 6  | +1 | 7 | Trận tranh hạng ba  |
| 3  | An Giang                      | 4  | 0 | 1 | 3 | 5  | 10 | −5 | 1 |                     |

- Sông Lam Nghệ An (22 tháng 9) 1-1; 2-1 (29 tháng 9) An Giang
- Công an TP. Hồ Chí Minh (24 tháng 9) 1-0; 6-3 (1 tháng 10) An Giang
- Công an TP. Hồ Chí Minh (26 tháng 9) 2-0; 2-4 (3 tháng 10) Sông Lam Nghệ An

### Bảng B
Các trận đấu diễn ra tại sân vận động Cao Lãnh, tỉnh Đồng Tháp.

| VT | Đội       | ST | T | H | B | BT | BB | HS | Đ | Giành quyền tham dự |
| -- | --------- | -- | - | - | - | -- | -- | -- | - | ------------------- |
| 1  | Đồng Tháp | 4  | 2 | 2 | 0 | 5  | 3  | +2 | 8 | Trận chung kết      |
| 2  | Lâm Đồng  | 4  | 1 | 1 | 2 | 7  | 8  | −1 | 4 | Trận tranh hạng ba  |
| 3  | Khánh Hòa | 4  | 1 | 1 | 2 | 6  | 7  | −1 | 4 |                     |

- Khánh Hòa (22 tháng 9) 1-1; 0-1 (29 tháng 9) Đồng Tháp
- Khánh Hòa (24 tháng 9) 3-1; 2-4[17] (1 tháng 10) Lâm Đồng
- Đồng Tháp (26 tháng 9) 1-1; 2-1 (3 tháng 10) Lâm Đồng

### Tranh hạng ba
| Sông Lam Nghệ An  | 0–0 | Lâm Đồng |
| ----------------- | --- | -------- |
|                   |     |          |
| Loạt sút luân lưu |     |          |
|                   | 4–3 |          |

### Chung kết
| Đồng Tháp                                                                  | 3–1 | Công an Thành phố Hồ Chí Minh       |
| -------------------------------------------------------------------------- | --- | ----------------------------------- |
| Ngô Công Nhậm 55' · Nguyễn Văn Hùng 70' · Anh Tuấn 90+2' · Trịnh Tấn Thành |     | Lê Huỳnh Đức 6' · Nguyễn Liêm Thanh |

| Giải bóng đá Các đội mạnh Toàn quốc lần thứ VI Nhà vô địch |
| ---------------------------------------------------------- |
| Đồng Tháp Lần thứ hai                                      |

## Sự việc xoay quanh giải đấu
Sau trận chung kết giữa Đồng Tháp và Công an Thành phố Hồ Chí Minh, các cầu thủ đội khách đã lao vào tấn công trọng tài Nguyễn Tuấn Hùng. Hậu vệ Chu Văn Mùi trực tiếp tham gia vào vụ việc bị treo giò vĩnh viễn, tiền đạo Lê Huỳnh Đức bị cấm thi đấu 6 tháng. Ngoài ra, Công an Thành phố Hồ Chí Minh cũng bị mất quyền tham dự vòng chung kết Cúp Quốc gia cuối năm đó.